# Probreviceps rhodesianus
Probreviceps rhodesianus es una especie de anfibios de la familia Microhylidae.

## Distribución geográfica
Se encuentra en las selvas montanas de Zimbabue y, posiblemente, en Mozambique.

## Estado de conservación
Se encuentra amenazada de extinción por la pérdida de su hábitat natural.